# ラスターイメージプロセッサ

ラスターイメージデータの生成

ラスターイメージプロセッサ（英: raster image processor、RIP）は、印刷システムで使用され、ラスターイメージ（ビットマップ画像）を生成する構成要素である。生成されたラスターイメージは、印刷システムの後段で印刷出力を行うために用いられる。RIPの入力は、PostScript、PDF、XPS などの高水準なページ記述言語で書かれたページ記述や、出力機器と解像度が合わないラスターイメージなどである。後者の場合、入力ラスターイメージから出力ラスターイメージへの変換のため、RIPは画像スケーリングアルゴリズムを使用する。
初期のRIPは、何らかのインタフェース（RS-232など）を介してページ記述を入力として受け取り、光学フィルム・レコーダー、コンピューター・トゥ・フィルム、コンピューター・トゥ・プレートなどのリアルタイム出力デバイスの各ピクセルを有効または無効にするために用いられる、「ハードウェアビットマップ出力」を生成する電子ハードウェアのラックであった。
その後のRIPは、汎用コンピューター上のソフトウェアモジュールとして、またはプリンターに内蔵されたマイクロプロセッサで実行されるファームウェアプログラムとして実装されている。ハイエンドの組版システム（タイプセット）では、独立したハードウェアRIPが用いられることもある。汎用コンピューター上で動作するRIPはソフトウェアRIPとも呼ばれ、Ghostscript、GhostPCL、ColorBurst社のOverdrive（macOS用）はその一例である。PostScriptプリンタはファームウェアにRIPを内蔵している。多くのプリンターメーカーは固有のRIPを開発し、自社製品に搭載している。レーザープリンター内のRIPチップはラスター画像出力をレーザー光源に送信する。
初期のRIPは、写真植字機（フォトセッター）との後方互換性を維持するために、古い言語に対応したものもある（例：Linotype社のRIPはCORA（RIP30）をサポート）。

## RIP処理の段階
1. インタプリテーション： サポートされているページ記述言語（PDL）を解釈し、各ページの内部表現（一般に非公開）に変換する段階である。ほとんどのRIPは、一度に1ページずつページを順番に処理するので、現在の機械の状態は現在のページに対してのみ保持される。ページが出力された後、次のページに備えるためにページの状態は破棄される。
2. レンダリング： 非公開の内部表現を連続階調（英語版）のビットマップに変換する段階である。実際のRIPでは、インタプリテーションとレンダリングが一緒に行われることが多い。単純な言語は、最小限のハードウェアで動作するように設計されているため、レンダラーを「直接駆動」する傾向がある。
3. スクリーニング： 印刷するために、連続階調画像をハーフトーン（ドットの模様）に変換する段階である。スクリーニングには、振幅変調（AM）スクリーニングと、確率的または周波数変調（FM）スクリーニングの2種類がある。AMスクリーニングでは、ドットの大きさは画像密度（階調値）によって変化し、ドットは固定された格子状に配置される。FMスクリーニングでは、ドットの大きさは一定に保たれ、ドットがランダムな順序で配置され、画像の暗い部分と明るい部分を作り出す。ドットの配置は、高度な数学的アルゴリズムを用いて精密に制御される。